# كولن شو (لاعب اتحاد الرغبي)
كولن شو (بالإنجليزية: Colin Shaw)‏ هو لاعب اتحاد الرغبي أسترالي، ولد في 1902 في إدنبرة في المملكة المتحدة، وتوفي في 28 أغسطس 1976 في سيدني في أستراليا.